# Lesley McKenna
Lesley McKenna (* 9. August 1974 in Inverness) ist eine ehemalige britische Snowboarderin. Sie nahm an drei Olympischen Winterspielen und sieben Snowboard-Weltmeisterschaften teil.

## Werdegang
McKenna nahm zu Beginn der Saison 1996/97 in Tignes erstmals am Snowboard-Weltcup der FIS teil, wobei sie den 31. Platz im Riesenslalom und den 23. Platz im Parallelslalom errang. Bei den Snowboard-Weltmeisterschaften 1997 in Innichen belegte sie den 36. Platz in der Halfpipe und jeweils den 28. Rang im Parallelslalom und Riesenslalom. In der Saison 1998/99 erreichte sie im Weltcup drei Top-Zehn-Platzierungen und errang damit den 23. Platz im Gesamtweltcup sowie den fünften Platz im Snowboardcross-Weltcup. Beim Saisonhöhepunkt, den Snowboard-Weltmeisterschaften 1999 in Berchtesgaden, nahm sie an vier Wettbewerben teil. Ihr bestes Resultat dabei war der 12. Platz in der Halfpipe. Nach Platz 38 im Riesenslalom zu Beginn der Saison 1999/2000 in Tignes, kam sie im Weltcup achtmal unter die ersten Zehn und errang damit den 23. Platz im Gesamtweltcup und den 12. Platz im Halfpipe-Weltcup. In der Saison 2000/01 erreichte sie mit zweiten Plätzen in Berchtesgaden und in Sapporo ihre ersten Podestplatzierungen im Weltcup und zum Saisonende den 18. Platz im Gesamtweltcup sowie den dritten Rang im Halfpipe-Weltcup. Bei den Snowboard-Weltmeisterschaften 2001 in Madonna di Campiglio belegte sie den 35. Platz im Parallel-Riesenslalom und den 17. Rang in der Halfpipe. In der folgenden Saison wurde sie mit sechs Top-Zehn-Ergebnissen Elfte im Gesamtweltcup und Vierte im Halfpipe-Weltcup. Bei ihrer ersten Teilnahme an Olympischen Winterspielen im Februar 2002 in Salt Lake City errang sie den 17. Platz in der Halfpipe. Nach fünf Platzierungen außerhalb der ersten Zehn und Platz 17 bei den Snowboard-Weltmeisterschaften 2003 am Kreischberg, holte sie in der Saison 2002/03 in Sapporo in der Halfpipe ihren ersten Weltcupsieg und errang mit drei weiteren Top-Zehn-Resultate den zehnten Platz im Gesamtweltcup sowie den fünften Platz im Halfpipe-Weltcup. 
Zu Beginn der Saison 2003/04 holte McKenna in Tandådalen ihren zweiten und damit letzten Weltcupsieg. Im weiteren Saisonverlauf kam sie viermal unter den ersten Zehn, darunter Platz drei im Stoneham sowie Rang zwei am Kreischberg und wurde Dritte im Halfpipe-Weltcup. In der Saison 2004/05 belegte sie den 11. Platz im Halfpipe-Weltcup und bei den Snowboard-Weltmeisterschaften 2005 in Whistler den 21. Rang in der Halfpipe. Zudem errang sie bei den Winter-X-Games 2005 in Aspen den 18. Platz in der Halfpipe. In den folgenden Jahren startete sie ausschließlich in der Halfpipe und kam im Weltcup meist auf Platzierungen außerhalb der ersten Zehn. In der Saison 2006/07 kam sie auf den 15. Platz im Halfpipe-Weltcup und in der Saison 2007/08 sowie 2008/09 jeweils auf den 19. Rang im Halfpipe-Weltcup. Bei den Olympischen Winterspielen 2006 in Turin belegte sie den 33. Platz, bei den Snowboard-Weltmeisterschaften 2007 in Arosa den achten Rang und bei den Snowboard-Weltmeisterschaften 2009 in Gangwon den 22. Platz. In der Saison 2009/10 errang sie bei den Olympischen Winterspielen 2010 in Vancouver den 30. Platz und absolvierte in Calgary ihren 154. und damit letzten Weltcup, welchen sie auf dem 15. Platz beendete.

## Teilnahmen an Weltmeisterschaften und Olympischen Winterspielen

### Olympische Winterspiele
- 2002 Salt Lake City: 17. Platz Halfpipe
- 2006 Turin: 33. Platz Halfpipe
- 2010 Vancouver: 30. Platz Halfpipe

### Snowboard-Weltmeisterschaften
- 1997 Innichen: 28. Platz Parallelslalom, 28. Platz Riesenslalom, 36. Platz Halfpipe
- 1999 Berchtesgaden: 12. Platz Halfpipe, 20. Platz Snowboardcross, 25. Platz Riesenslalom, 31. Platz Parallel-Riesenslalom
- 2001 Madonna di Campiglio: 17. Platz Halfpipe, 35. Platz Parallel-Riesenslalom
- 2003 Kreischberg: 17. Platz Halfpipe
- 2005 Whistler: 21. Platz Halfpipe
- 2007 Arosa: 8. Platz Halfpipe
- 2009 Gangwon: 22. Platz Halfpipe

## Weltcupsiege und Weltcup-Gesamtplatzierungen

### Weltcupsiege
| Nr. | Datum            | Ort        | Disziplin |
| --- | ---------------- | ---------- | --------- |
| 1.  | 1. März 2003     | Sapporo    | Halfpipe  |
| 2.  | 5. Dezember 2003 | Tandådalen | Halfpipe  |

### Weltcup-Gesamtplatzierungen
| Saison    | Gesamt | Gesamt | Snowboardcross | Snowboardcross | Halfpipe | Halfpipe |
| Saison    | Punkte | Platz  | Punkte         | Platz          | Punkte   | Platz    |
| --------- | ------ | ------ | -------------- | -------------- | -------- | -------- |
| 1996/97   | 115    | 68.    | 200            | 35.            | 450      | 44.      |
| 1997/98   | 92     | 83.    | -              | -              | 458      | 41.      |
| 1998/99   | 509    | 23.    | 1170           | 5.             | 950      | 16.      |
| 1999/2000 | 368    | 23.    | 920            | 20.            | 2920     | 12.      |
| 2000/01   | 459    | 18.    | -              | -              | 3610     | 3.       |
| 2001/02   | 306    | 11.    | 290            | 37.            | 2700     | 4.       |
| 2002/03   | 356    | 10.    | 350            | 30.            | 2750     | 5.       |
| 2003/04   | -      | -      | -              | -              | 3130     | 3.       |
| 2004/05   | -      | -      | -              | -              | 1480     | 11.      |
| 2005/06   | 1120   | 71.    | -              | -              | 1120     | 27.      |
| 2006/07   | 930    | 54.    | -              | -              | 930      | 15.      |
| 2007/08   | 1060   | 59.    | -              | -              | 1060     | 19.      |
| 2008/09   | 1240   | 55.    | -              | -              | 1240     | 19.      |
| 2009/10   | 410    | 106.   | -              | -              | 410      | 41.      |